# Pfarrkirche Franking

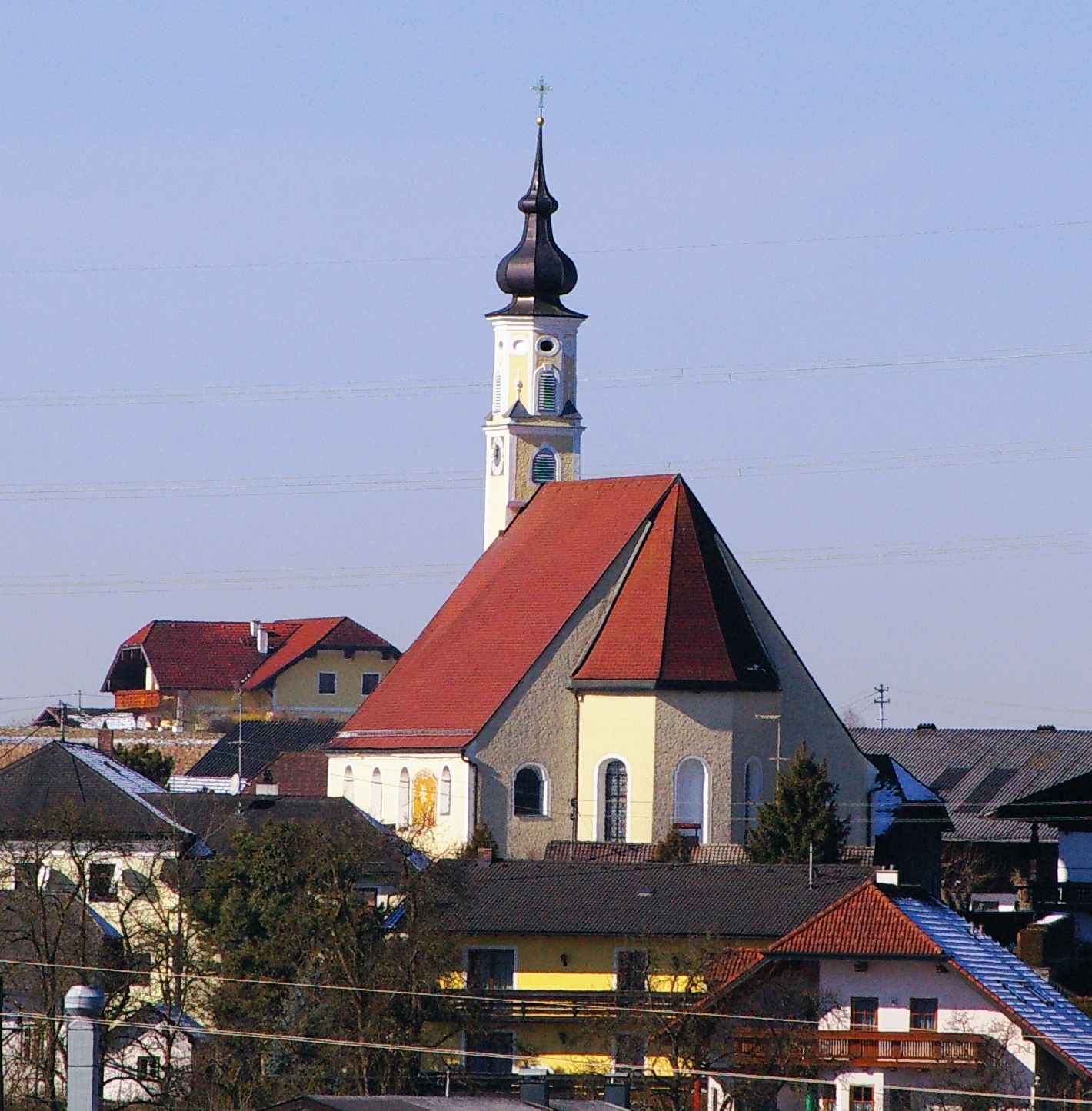
Kath. Pfarrkirche hl. Maria Magdalena in Franking

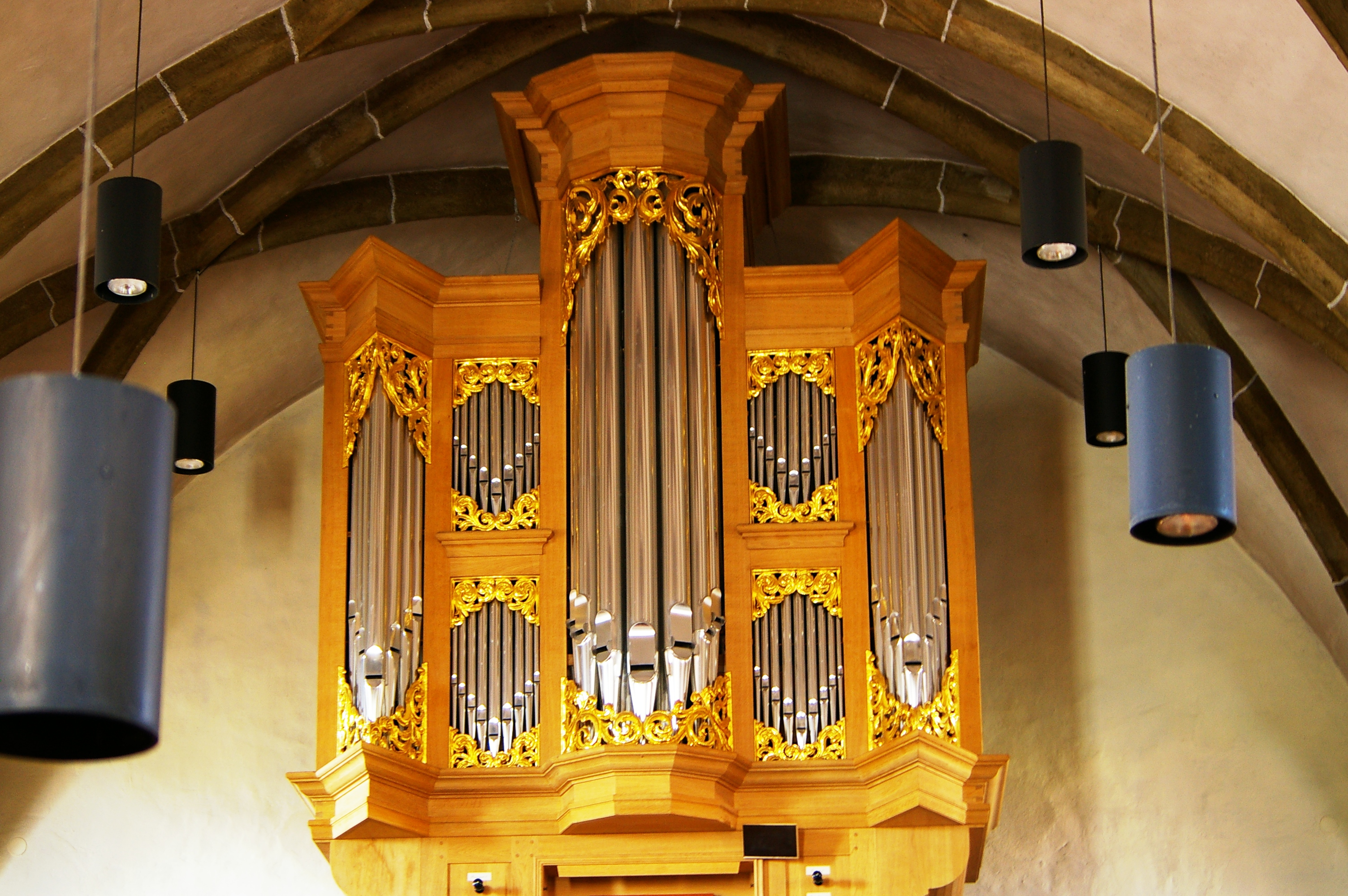
Orgelprospekt im Langhaus

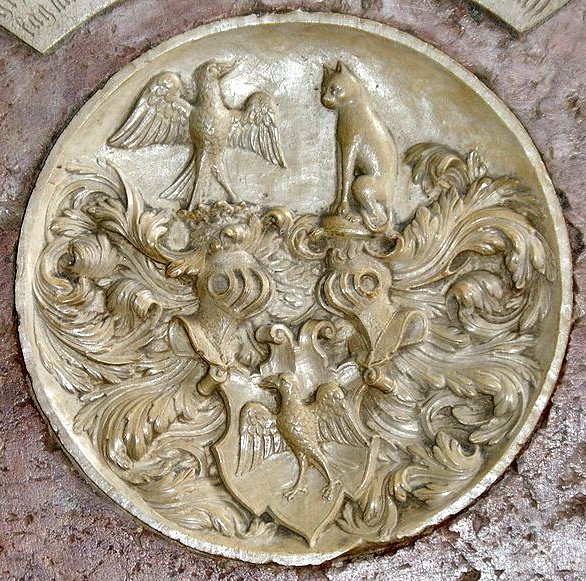
Wappen der Grafen von Franking in der Pfarrkirche Franking

Die römisch-katholische Pfarrkirche Franking steht im Ort Franking in der Gemeinde Franking im Bezirk Braunau am Inn in Oberösterreich. Die auf die heilige Maria Magdalena geweihte Kirche gehört zum Dekanat Ostermiething in der Diözese Linz. Die Kirche und der Friedhof stehen unter Denkmalschutz.

## Geschichte
Eine Kirche wurde 1324 urkundlich genannt. Der gotische Chor und das Mittelschiff um 1445 wurden im Barock durch Seitenschiffe, im Süden 1689 mit dem Turm, im Norden 1723, und Anbauten die über den Chor vorgezogen wurden und alle unter einem gemeinsamen Satteldach stehen erweitert.

## Architektur
Die Maria-Magdalenenkirche ist eine Hallenkirche. Das dreijochige Mittelschiff mit einem Netzrippengewölbe steht in geknickter Reihung am leicht eingezogenen einjochigen netzrippengewölbten Chor mit einem Dreiachtelschluss (um 1445). Die barocken niedrigeren Seitenschiffe sind gratgewölbt. Der schlanke Westturm mit einem achtseitigen Aufsatz trägt einen Zwiebelhelm. Das gotische Sakristeiportal hat eine Tür mit gotischen Beschlägen. Die südliche Eingangstüre hat gotische Beschläge.

## Ausstattung
Der Hochaltar um 1755 trägt Werke des Bildhauers Johann Jakob Schnabl und zeigt ein Altarbild des Malers Tobias Schinagl (1668).